# Eje 3 Oriente
El Eje 3 Oriente es un eje vial y una de las principales avenidas de la Ciudad de México que atraviesa de Norte a Sur la ciudad, siendo una salida principal a algunas avenidas de vía rápida en el norte-centro y sur-poniente de la ciudad.

## Características
Esta Avenida es de doble sentido y cuenta con varios nombres, siendo considerada un enlace directo al centro y al sur de la ciudad, así como parte del denominado Eje troncal Metropolitano que conecta Xochimilco con Ecatepec, usando gran parte de este eje.

### Avenida Ing. Eduardo Molina (Avenida Río de los Remedios-Calzada Ignacio Zaragoza)
El Primer tramo de esta importante avenida se encuentra en los límites de la alcaldía Gustavo A. Madero con el municipio de Ecatepec. La avenida cuenta con un amplio camellón enjardinado, parques públicos y deportivos, desde el inicio en Av. Río de los Remedios hasta el Eje 2 Norte Av. Canal del Norte, donde redice su tamaño contando únicamente con una división delgada para ambos sentidos.
Con la puesta en marcha de la línea 5 del Metrobús que recorre la totalidad de esta avenida, se reformó el diseño de esta avenida, 
restringiendo las vueltas a la izquierda, eliminando los retornos; también se eliminó la solución de sentido inverso que había entre Hortelanos y Héroe de Nacozari, para compensar la falta de las vueltas inglesas, retornos y vueltas a la izquierda, se permitió el uso de calles alternativas. En lo que respecta a la avenida se cedió un carril al Metrobús y otro a una ciclovía en ambos sentidos, lo que deja 2 carriles para el tránsito de vehículos.

### Calzada Ignacio Zaragoza(Av. Ing. Eduardo Molina-Av. Francisco del Paso y Troncoso)
Este corto tramo distribuye el flujo vehicular del eje entre sus dos tramos principales, Av. Ing. Eduardo Molina y Av. Francisco del Paso y Troncoso, así como continuar por el Eje Troncal Metropolitano en Av. Oceanía o bien continuar por Calzada Ignacio Zaragoza; esto se logra con el apoyo del distribuidor vial Heberto Casitllo.
En esta zona se realiza el regreso de las unidades del Metrobús de la línea 5 y es el acceso de las unidades de la línea 4 sur a la terminal San Lázaro.

### Av. Francisco del Paso y Troncoso (Calzada Ignacio Zaragoza-Viaducto)
A partir de este tramo, el eje 3 oriente recibe el nombre alternativo de Eje Troncal Metropolitano, por lo que los cruces importantes de la avenida cuentan con puentes que evitan el uso de cruces semaforizados. Este es el único tramo del eje que está dividido en carriles centrales y laterales, lo que convertiría a esta avenida e una avenida de acceso controlado.

### Av. Azúcar/Av. Francisco del Paso y Troncoso (Viaducto-Av. Cardiólogos)
A este tramo de la avenida se le llega a conocer como Av. Azúcar, pero también se le considera continuación de Francisco del Paso y Troncoso, por lo que ambos nombres pueden ser usados.
En este punto el eje se reduce, perdiendo los carriles laterales del tramo anterior y es en este punto donde la Línea 8 del Metro se vuelve superficial y se ubica en el centro de la avenida, es por esto que no existen retornos o cruces a nivel.

## Denominaciones
El Eje 3 Oriente es conocido de norte a sur con los siguientes nombres:
- Av. Ing. Eduardo Molina
- Calzada Ignacio Zaragoza
- Av. Francisco del Paso y Troncoso
- Av. Azúcar
- Av. Geógrafos
- Avenida 5
- Av. Arneses / Prolongación Arneses
- Av. Carlota Armero
- Av. Armada de México
- Av. Cafetales

## Importancia
Al igual que el Eje 2 Oriente, El Eje 3 Oriente tiene una importancia muy acentuada dado que es uno de los accesos principales al Distrito Federal frecuentemente concurrido por gente de la zona metropolitana y de la misma capital. Estos 2 ejes son las vías más importantes que permiten un rápido acceso al centro de la ciudad de manera eficaz, en conjunto con el eje 1 Oriente que nace del eje 2 a partir de Martín Carrera.
También es usada por los habitantes del municipio de Ecatepec provenientes de la zona norponiente y por los transportistas pesados quienes se les dio esta avenida como opción para poder llegar a la autopista México-Cuernavaca.
Este eje en conjunto con el Eje 1 y 2 Oriente son las 3 vías más importantes que permiten un rápido acceso al centro de la ciudad de manera eficaz aunque mermado por el tráfico a ciertas horas del día.

## Puntos de Interés
El Eje 3 Oriente tiene puntos de interés que pueden ser de servicios y entretenimiento así como abastecimiento de víveres entre otros, solo unos pocos pueden ser considerados atractivo turístico, algunos de estos son:
- ENP 3 "Justo Sierra"
- IMSS 23
- Deportivo Ing. Eduardo Molina
- Archivo General de la Nación
- TAPO
- Palacio Legislativo de San Lázaro (acceso posterior)
- Palacio de Justicia Federal
- Delegación Venustiano Carranza
- Bachilleres 3 plantel Iztacalco
- ESIME Culhuacán
- TRIFE.

### Rutas que usan parte del Eje 3
Hoy en día podemos encontrar empresas y rutas que usan parte de la avenida o la avenida en toda su extensión
Autobuses del Estado de México
- Autobuses Ecatepec
- Autobuses México Tlalnepantla
- Autobuses Ecatepec

Casi la mayoría con una base fija en el Metro Martín Carrera, ya que por medio de esta vía llegan a este derrotero.
- Ruta 102 Metro Muzquiz - Metro Martín Carrera y Metro Indios Verdes - Ecatepec.

Metrobús
- Metrobús Línea 5
- Metrobús Línea 4